# 威廉·莫里斯·戴维斯
威廉·莫里斯·戴维斯 （W·M·戴维斯，1850年2月12日—1934年2月5日）是美国地理学家、地质学家、地貌学家以及气象学家，常被称为“美国地理学之父”。 

## 生平
W·M·戴维斯生于费城的一个基督教贵格会家庭，父亲是爱德华·M·戴维斯（Edward M. Davis），其母玛丽亚·莫特·戴维斯（Maria Mott Davis）是女权主义者柳克丽霞·莫特之女。戴维斯1869年毕业于哈佛大学，并在次年获工程硕士学位。
其后，戴维斯在阿根廷的科尔多瓦工作了三年，并成为了纳撒尼尔·谢勒（Nathaniel Shaler）的助手。1879年，戴维斯成为了哈佛大学地质学讲师。（但是，他从未完成过他的博士学位。）同年，戴维斯在斯普林菲尔德同艾伦·B·华纳（Ellen B. Warner）结婚。 
W·M·戴维斯最具影响力的贡献是提出侵蚀轮回说，最初于1884年左右提出，其内容通过河流如何塑造地形来表述。侵蚀循环理论将较大型的河流分为三个层次：上层、中层和下层，每一层都有截然不同的地形和与之相关的性质。
這個理論用發生學觀點解釋地貌的發生和發展，虽然在早期对地貌学作出了重要的贡献，但戴维斯的很多地形演化理论（有时被称为戴维斯地貌理论）被现代地貌学家所大量批判。同样遭到批判的是他的极端追求。还有与之截然不同的、质疑其思想和方法的地貌学家。事实上，直到他退休的时候，他的学说几乎垄断了地形景观理论。
在现代，有时指责某人使用戴维斯的地貌理论，是为了试图使人怀疑他的科学论文不可信。
他是美国地理学家协会的创始人之一，并在早年深入涉足国家地理学会，为国家地理杂志撰写过大量文章。
戴维斯于1911年从哈佛大学退休。其首任妻子逝世后，1914年他在马萨诸塞州的剑桥娶玛丽·M·怀曼（Mary M. Wyman）为妻。1928年，在第二任妻子逝世后，他在米尔顿娶了露西·L·坦南特（Lucy L. Tennant）。
戴维斯在其84岁生日前逝世于帕萨迪纳。

## 著作
- 《自然地理學》
- 《地理學論文集》
- 《珊瑚礁問題》